# 시귀
《시귀》(屍鬼 시키[*])는 오노 후유미(小野不由美)의 소설로, 1998년 신쵸샤에서 단행본 상·하로, 2002년 신쵸분코에서 문고본(총 5권)으로 발행되었다. 제 52회 일본 추리 작가 협회상 장편부문 후보작.
대한민국에서는 북홀릭에서 완역본 소설을, 학산문화사에서 만화 단행본을 발행 중이다.

## 특징
오노 후유미 소설의 진면목이라 할 수 있는 우리가 사는 현실 세계에 있으면서도 이 세계에 대한 위화감을 느끼고 이계(異界)에 끌리듯이 동경하는 자와, 현실세계와 공존할 수 없는 본질을 가졌으면서도 이 세계에 존재하여야만 하는 자의 심리적 교류와 갈등이 주요 내용이다. 그 안에서 현실세계에 공존할 수 없는 자가 이 세계에서 살아가기 위한 몸부림과, 이계(異界)의 간섭을 배제하려는 현실세계의 반격이 비참한 비극을 불러 일으킨다. 이러한 구도는 《마성의 아이》나 《동경이문》과 같은 오노 후유미의 다른 호러 소설과 주제가 같다고 할 수도 있지만, 파멸을 통해 이 세계에 끌리는 자가 평온한 삶을 얻어가는 과정을 상세하게 그리는 점이 이 작품의 특징이라 할 수 있다. 또한 등장인물이 150명을 넘는다.
상·하권을 포함해 1000쪽가 넘는 이 작품은 나중에 여러 호러 작품에 영향을 주었다. 특히 PS2용 게임 《SIREN》은 본작이 원작이라 할 수 있을 정도로 강한 영향력을 받았다. 오노 자신이 후기에서 밝혔듯이 본작 또한 스티븐 킹의 《저주받은 마을》에 대한 오마쥬이다.
또한 쿄고쿠 나츠히코는 연작소설집 《도스코이》에서 본작의 패러디로서 《지귀》(脂鬼)를 발표하였다.

## 줄거리
밖으로 이어지는 길은 마을 어귀를 지나는 국도 하나뿐인, 숲과 산으로 둘러싸인 소토바 마을. 변화라는 것을 모르는 이 마을에서는 아직도 토장의 습관이 강하게 남아있다.
평화롭던 마을에 갑자기 일어난 작은 변화. 그것은 오랫동안 비어 있던 대저택에 외지인이 이사를 오면서 마을 사람들은 의문의 죽음을 맞게 된다.
그리고 마을 사람들은 깨닫게 된다. ‘이 마을은 죽음에 의해 포위되어 있다’는 것을...

## 등장인물

### 주요 인물
코이데 나츠노 / 유우키 나츠노
15세. 고교 1학년. 호적상으로는 성이 코이데이지만, 평소에는 유우키라고 밝힌다. 또한 이름이 여자이름 같기 때문에 나츠노 라고 불리는 것을 싫어한다. 부모님과 함께 살고 있지만, 도시에서 살았기 때문에 마을에서 생활하는 것을 싫어하고, 도시의 대학에 진학하고 싶어한다. 가끔 공부를 하기 위해 무토의 집을 찾아가며, 무토 토오루와 사이가 좋다. 시미즈 메구미와는 학급 친구로, 그녀의 호의는 알고 있지만 늘 따라다니기 때문에 짜증 내고 있다. 복잡한 환경에서 태어나 자랐기 때문인지 기본적으로 냉정한 성격이다.
키리시키 스나코
13세. 중학교 1학년. 왜소한 체형. 엄마와 마찬가지로 S.L.E를 앓고 있으며, 밤이 되면 때때로 세이신을 찾아간다. 책을 좋아하고, 아버지 세이시로가 소유하고 있는 책마저 독파하였다. 무로이 세이신의 소설 팬. "짱" 등의 호칭을 붙여 부르는 것을 싫어한다.
오자키 도시오
마을의 유일한 병원 원장. 아버지가 췌장암으로 죽었기 때문에 대학병원을 그만두고 오자키 의원 원장으로 취임하였다. 〈젊은 의사양반〉이라 불리기도 한다. 전문은 내과이지만 필요한 경우 어떤 병이든 진찰해준다. 부주의한 말실수를 하는 일이 많고 간호사에게 가끔 주의를 받는다. 오자키 가의 지위·권력을 우선으로 생각하는 아버지를 싫어하며, 그와 같은 사고를 하는 어머니 타카에도 싫어한다. 무로이 세이신, 야스모리 미키야스와는 소꿉친구. 헤비스모커. 32세, 기혼.
시미즈 메구미
15세. 고교 1학년. 유우키 나츠노와는 학급친구로 나츠노에게 일방적인 호의를 품고 있다. 다나카 카오리와는 소꿉친구이지만, 그녀의 촌스런 행동에 대해 질색하고 있다. 카네마사 가문에 흥미가 있고 태어나고 자란 마을을 지겨워하고 있기 때문에 나츠노와 마찬가지로 도시의 대학을 지망하고 있다. 8월 26일 출생.
무토 토오루
유우키와 사이가 좋다. 오자키 의원에서 일하는 무토의 장남. 20세.
무라사코 마사오
고교 2학년. 무토 타모츠와 타모 히로야와 같은 학교에 다니고 있다. 타지 출신이어서인지 유우키를 싫어한다. 조카인 무라사코 히로미를 철천지 원수처럼 여기며 괴롭힌다. 형과 나이 차가 많아 응석받이로 자랐으며 약간 못된 심보를 갖고 있다.
다나카 카오리
중학교 3학년. 아키라의 누나. 시미즈 메구미와는 소꿉친구로 절친(이라고 그녀는 생각하고 있다.) 러브라는 이름의 털이 긴 잡종 개를 기르고 있다. 양말이 특징. 촌스럽고 겁이 많은 성격.
다나카 아키라
중학교 1학년. 유우키 나츠노를 친형처럼 따른다. 성격도 실천적이고 시귀를 일찍 눈치채는 안목이 있다.

### 소토바 마을 사람들

#### 사찰
무로이 신메이
세이신의 아버지. 뇌졸중으로 쓰러진 이후 사지에 마비가 와 병석에 누워있다.
무로이 미와코
세이신의 어머니. 원래 성은 야마무라.
타도코로 미츠오
절에서 잡무를 보고 있다.
타도코로 카츠에
미츠오의 어머니
이케베
신메이의 제자. 마을 밖에서 통근.
스미
신메이의 제자. 본가는 같은 종파의 절이며, 차남. 마을 밖에서 통근.
츠루미
신메이의 제자. 기혼.

#### 오자키 의원
오자키 쿄코
도시오의 아내. 아이는 없다. 산골 생활이 싫어 마을 밖 시가지에서 엔티크 숍을 운영하며 맨션에서 혼자 살고 있다. 한 달에 2,3번 정도 마을에 돌아온다. 시어머니인 타카에와는 사이가 좋지 않다. 30세.
오자키 타카에
도시오의 어머니. 쿄코를 좋아하지 않는다. 오자키 가문의 지위·권세를 제 1로 생각하지만 오자키 의원의 일에는 전혀 관계하려 하지 않으며 간호사들을 시종처럼 다룬다.
쿠니히로 리츠코
오자키 의원의 간호사. 타로라는 이름의 강아지를 키우고 있다. 태어나고 자란 소토바 마을에서 떠나는 것을 거부한다. 어머니와 여동생 그리고 본인 3명이서 같이 살고 있다. 28세. 독신.
나가타 키요미
오자키 의원의 간호사. 기혼. 초등학교 6학년인 딸이 있다.
하시구치 야스요
오자키 의원의 간호사. 간호사 중 최연장자.
시오미 유키
오자키 의원의 간호사. 마을 밖에서 통근. 이사키 사토코와 사이가 좋다.
이사키 사토코
오자키 의원의 간호사. 마을 밖 출신. 시오미 유키와 사이가 좋다.
타카노 후지요
오자키 의원에서 파트타임으로 근무하고 있다. 손자가 있다.
세키구치 미키
오자키 의원에서 파트타임으로 근무하고 있다.
무토
오자키 의원에서 사무장을 맡고 있다. 아들인 테츠가 어릴 적에 마을로 이사왔다. 기혼. 아내와 아이 셋 5명의 가족.
토와다
오자키 의원의 사무원.
시모야마
오자키 의원의 뢴트겐 기사. 마을 밖에서 통근. 기혼, 아이가 있다.
모리
오자키 의원의 약제사. 약국도 운영하고 있다. 마을 밖에서 통근.

#### 카네마사
키리시키 세이시로
키리시키의 당주이자 스나코의 아버지. 원래는 회사사장이었다. 연령은 40대 중반정도. 아내인 치즈루와 마찬가지로 세련된 옷차림을 하고 있다.
키리시키 치즈루
스나코의 어머니. 겉모습은 20대 후반에서 30대 전반으로 보이지만 실제 연령은 정확하지 않다. 미인. S.L.E를 앓고 있다.
타츠미
키리시키 가의 고용인. 〈타츠미〉는 성. 외견은 20대이지만 실제 나이는 불명.
에부치
키리시키 가의 주치의. 스나코의 가정교사이기도 하다. 무라하츠의 편의점이 있던 자리에 기묘한 진료소를 세워 화제가 된다.
쿠라하시 요시에
키리시키 가의 고용인. 중년의 여성.

#### 야마이리 지구
무라사코 히데마사
미에코의 남편. 고토다 후키의 형. 8월 6일, 몸이 토막난 채로 발견되었다. 향년 75세.
무라사코 미에코
히데마사의 아내. 8월 6일, 히데마사와 함께 시체가 발견된다. 향년 68세.
오오카와 기고로
오오카와 토미오의 삼촌. 고혈압 때문에 오자키 의원에서 약을 처방받고 있다. 자취. 8월 6일 몸이 토막난 채로 발견 되었다. 향년 77세.

#### 유우키 가
유우키
나츠노의 아버지. 공방을 운영하고 있다. 도시에서 태어나고 자라 시골 생활을 동경하여 1년 전에 소토바 마을로 이사왔다. 까페 〈크레올〉의 단골 손님 중 하나. 30대 후반.
코이데 아즈사
나츠노의 어머니. 유우키와 대학시절에 만나 나츠노를 낳았다. 유우키와 함께 공방을 운영. 결혼하여 남편의 성을 따르는 것을 반말, 입적은 하지 않았다.

### 그 밖의 마을 주민
오오카와 토오미
〈오오카와 주류점〉을 운영. 소방단원. 호탕한 성격으로 일단 격앙되면 손을 쓸 수 없다. 아들인 아츠시와 사이가 좋지 않다.
오오카와 카즈코
토미오의 아내.
오오카와 나미에
토미오의 엄마. 아츠시의 할머니. 아츠시에게 잔소리가 심하고 무슨 일이 벌어질 때마다 토미오에게 이른다.
오오카와 아츠시
토오미와 카즈코의 장남. 성격이 거칠고, 오토바이 운전도 거칠다. 강한 컴플렉스를 가지고 있고 아버지와 할머니와는 사이가 좋지 않다.
오오카와 미즈에
토오미와 카즈코의 장녀. 아츠시의 여동생.
오오카와 유타카
토오미와 카즈코의 차남. 아츠시와 미즈에의 동생.
오오카와 쵸타로
시게루의 아버지
오오카와 노리에
시게루의 어머니
오오카와 시게루
쵸타로와 노리에의 딸. 회사원. 33세, 독신
마에다 이와오
이사미의 아버지
마에다 도미코
이사미의 어머니. 모토코와 사이가 좋지 않다. 의사를 싫어함.
마에다 이사미
모토코의 남편. JA에 근무.
마에다 모토코
이사미의 아내. 걱정이 많은 성격이라 히스테릭하다. 〈드라이브 인 치구사〉에서 아르바이트를 하고 있다. 야노 카나미와 사이가 좋다.
마에다 시오리
이사미와 모토코의 딸. 시게키의 누나.
마에다 시게키
이사미와 모토코의 아들.
마에다 도키오.
이사미의 사촌형. 소방사.
마에다 리카
도키오의 아내. 모토코와 동갑.
무토 시즈코
오자키 의원에서 일하는 무토의 아내
무토 아오이
무토와 시즈코의 장녀. 테츠의 동생이자, 타모츠의 누나. 상고에 다니고 있는 3학년(18세)
무토 타모츠
무토와 시즈코의 차남. 무라사코 마사오와 타모 히로야와 동급생. 유우키 나츠노와 다른 고등학교에 다니는 2학년생.
야스모리 기이치
도쿠지로의 형이자 카즈나리의 아버지. 파킨슨병으로 병석에 누워있다. 74세.
야스모리 카즈나리
기이치의 아들. 〈마루야스 제재소〉를 운영.
야스모리 아츠코
카즈나리의 아내.
야스모리 카즈야
카즈나리와 아츠코의 아들.
야스모리 쥰코
카즈야의 아내. 나오와 사이가 좋다.
야스모리 도쿠지로
기이치의 동생이자 세츠코의 남편. 〈야스모리 목공소〉경영.
야스모리 세츠코
도쿠지로의 아내.
야스모리 미키야스
도쿠지로와 세츠코의 아들. 나오의 남편. 〈야스모리 목공소〉를 경영. 오자키 도시오와 무로이 세이신의 소꼽친구. 28세.
야스모리 나오
미키야스의 아내. 6살때 양친에게 버려진 과거를 갖고 있다. 쥰코와 사이가 좋다. 마을 밖에서 시집왔다. 26세.
야스모리 스스무
미키야스와 나오의 아들. 3세.
야스모리 세이치로
요네코의 아들
야스모리 요네코세이치로의 아네.
야스모리 코지
세이치로와 요네코의 아들. 엄마인 요네코에게 반항하지 못하는 마더콤.
야스모리 히나코
코지의 아내. 시어머니인 요네코와 사이가 좋지 않다.
다나카 요시카즈
사치코의 남편. 관청에서 일하는 공무원.
다나카 사치코
요시카즈의 아내. 전업주무. 잔소리가 심하고 약간 성미가 급하다.
시미즈 도쿠로
타케오의 아버지. 메구미의 할아버지. 열혈한으로 쉽게 격앙한다.
시미즈 타케오
메구미의 아버지. JA 근무. 냉정하고 이론가. 까페 〈크레올〉에 가끔씩 다닌다.
시미즈 히로코
메구미의 어머니.
시미즈 마사지
류지의 아버지. 〈시미즈 원예점〉 경영.
시미즈 류지
마사지의 아들. 41세.
시미즈 유미
류지의 아내.
시미즈 유우
류지의 아들. 마사지의 손자. 고등학교 3학년.
무라사코 무네히데
료코의 남편. 〈무라사코 양곡점〉운영.
무라사코 료코
무네히데의 아네. 고인(故人)
무라사코 히데키
무네히데와 료코의 차남. 먼 곳에 나가 있다. 33세.
무라사코 무네타카
무네히데와 료코의 장남. 35세. 기혼.
무라사코 치즈코
무네타카의 아내. 아들인 히로미가 마사오에게 괴롭힘 당하고 있는 것을 알고 있으며, 마사오를 싫어한다.
무라사코 히로미
무네타카와 치즈코의 아들. 치카의 오빠. 마사오에게 번번히 괴롭힘 당하고 있다. 9세.
무라사코 치카
무네타카와 치즈코의 딸. 초등학교 2학년. (7~8세)
카토 요시히데
스미에의 남편.
카토 스미에
요시히데의 아내.
카토 유키에
미노루의 엄마. 유스케의 할머니.
카토 미노루
유스케의 아버지, 아내는 고인. 전기점을 운영. 까페 〈크레올〉에 종종 들른다. 어른스럽고 조용한 성격. 30대 중반.
카토 유스케
미노루의 아들. 사람 낯을 심하게 가리며, 카네마사의 집을 수상하게 여기고 있다. 초등학교 1학년.
야노 타에
카나미의 어머니. 고토다 후키와 사이가 좋다.
야노 카나미
타에의 딸. 여자 혼자의 힘으로 〈드라이브 인 치구사〉를 운영하고 있다. 남편과 두명의 아이가 있었으나 이혼(친권은 남편에게 넘김). 마에다 모토코와 사이가 좋다. 38세. 독신.
고토다 후키
슈지의 어머니. 야마이리에 살고 있는 무라사코 히데오의 여동생. 야노 타에와 사이가 좋다. 67세.
고토다 슈지
후키의 아들. 막내로 형들은 결혼하여 마을 밖으로 나갔다. 내향적이지만 쉽게 격앙하는 성격. 39세. 독신.
고토다 쿠미
쿄코의 어머니. 〈고토다 양품점〉경영.
고토다 쿄코
쿠미의 딸. 40세.
타모 사다이치
키요의 남편이자 사다지의 형. 실질적인 촌장.
타모 키요
사다이치의 아내.
타모 사다후미
사다이치와 키요의 아들. 중학교 교사
타모 히로야
사다후미의 아들. 고등학교 2학년, 육상부 소속. 무토 타모츠와, 무라사코 마사오와 동급생.
타모 사다지
사토미의 남편이자 사다이치의 동생. 〈슈퍼 타모〉운영.
타모 사토미
사다지의 아내. 〈슈퍼 타모〉운영.
타모 유코
사다지와 사토미의 딸. 기혼.

## 용어해설
소토바 마을
인구는 약 1,300명, 삼면이 산으로 둘러싸여 외부와 차단되어 있고, 마을에는 오미가와이라는 강이 흐르고 있다. 에도시대 초기에 다케무라·타모·야스모리·무라사코의 네 가문이 개척하여 살게 되었다고 하며, 전나무를 길러 솔도파를 만들며 살아온 것에서 그 이름이 유래되었다. (솔도파의 일본어 발음은 소토바이다.) 소토바 마을은 카미 소토바·나카 소토바·몬젠·시모 소토바·소토바·미즈구치 6 촌락과 야마이리의 총칭으로, 최근 시행된 시정촌 합병에 의해 〈소토바〉라고 지명이 바뀌었으나, 마을 주민은 아직도 〈소토바 마을〉이라고 부르고 있다.
야마이리
산 안쪽의 과소촌락. 무라사코 히데오와 무라사코 미에코, 오오카와 기고로가 사는 두 채밖에 남지 않았다.
오자키 의원
마을의 유일한 병원. 전문은 내과로, 현재 의원장은 오자키 도시오. 침실은 개인실을 포함하여 19개. 입원설비는 있지만, 입원환자를 수용할 만큼의 인력이 없어 기본적으로 입원환자는 받지 않는다. 또한, 도시오가 의원장으로 취임한 이후 비어 있는 채이다.
카네마사
대대로 촌장을 지내던 타케무라 가의 호칭. 타케무라 가문이 죽은 뒤에는 저택이 있던 곳을 일컬어 부르고 있다. 산의 경사면에 있으며 현재는 서양식 저택이 지어져 키리시키 가문이 살고 있다.
무시오쿠리
마을 안의 부정한 기운을 마을 경계에 있는 산으로 내쫓는 제사. 도깨비 탈을 쓰고 검은 옷을 걸쳐입은 유게파라 불리는 사람들이 솔도파를 등에 업고 사당에서 사당으로 줄지어 걸어가, 마을 안의 부정한 기운을 도소신(道祖神)으로 옮겨, 마을의 경계로 데리고 가달라고 기원한다. 또한, 유게파는 성인 남성만으로 한정되어 있어 여자나 아이는 참가할 수 없다. 베트로 불리는 짚으로 만들어진 인형도 사용한다.
토무라이쿠미
마을에는 장의사가 없기 때문에 이를 대신하여 행하는 사람. 절의 단가 조직과는 관계가 깊다.
타카사고 운송
심야에 가끔 나타나는 의문의 이사업체. 타카사고 소나무 그림이 트럭에 그려져 있다.
시귀
무로이 세이신이 집필 중인 소설 주제.

## 만화
소설을 원작으로 하여 후지사키 류에 의해 코믹컬라이즈 화. 월간만화잡지 점프스퀘어 2008년 1월호부터 연재 시작.

### 소토바 마을 주민파일
○표시는 되살아난 자들
| 주민파일No. | 이름(나이)          | 비고                                              | 사망날짜      |
| ----------- | ------------------- | ------------------------------------------------- | ------------- |
| No.1        | 시미즈 메구미(15)   | 고교생                                            | 8/15○         |
| No.2        | 유우키 나츠노(15)   | 고교생                                            | 10/10○        |
| No.3        | 무로이 세이신       | 단나사의 후계자                                   |               |
| No.4        | 고토다 슈지(39)     |                                                   | 8/6○          |
| No.5        | 무라사코 미에코     |                                                   | 8/5           |
| No.6        | 무라사코 히데마사   |                                                   | 8/1           |
| No.7        | 오오카와 기고로     |                                                   | 8/1           |
| No.8        | 오자키 도시오       | 오자키 의원의 원장, 무로이 세이신과 소꼽친구      |               |
| No.9        | 다나카 카오리(15)   | 시미즈 메구미의 소꼽친구, 중학생                  |               |
| No.10       | 다나카 아키라       | 다나카 카오리의 남동생                            | 행방불명      |
| No.11       | 야노 카나미         | 드라이브 인 치구사의 주인                         |               |
| No.12       | 야노 타에           | 야노 카나미의 어머니                              | 10/28○        |
| No.13       | 다나카 사치코       | 다나카 카오리의 어머니                            | 10/30         |
| No.14       | 오오카와 토미오     | 오오카와 주류상 주인                              |               |
| No.15       | 오오카와 아츠시     | 오오카와 토미오의 아들                            | 10/10○        |
| No.16       | 무토                | 오자키 의원 의료사무장                            |               |
| No.17       | 유우키              | 유우키 나츠노의 아버지                            |               |
| No.18       | 타카미              | 마을 지서 순경                                    | 8/29          |
| No.19       | 쿠니히로 리츠코     | 오자키 의원의 간호사                              | 10/31○        |
| No.20       | 타케무라 타츠       | 시모(下) 소토바 타케마루 문구점 주인              |               |
| No.21       | 사토 오이타로       | 타케무라 문구점의 단골, 목수                      |               |
| No.22       | 시미즈 타케오       | 시미즈 메구미의 아버지                            |               |
| No.23       | 시미즈 히로코       | 시미즈 메구미의 어머니                            |               |
| No.24       | 야스모리 카즈야     | 야스모리 일족 본가 마루야스 제재                  |               |
| No.25       | 야스모리 준코       | 야스모리 일족 본가                                | 10/22         |
| No.26       | 야스모리 카즈나리   | 야스모리 일족 본가                                |               |
| No.27       | 야스모리 아츠코     | 야스모리 일족 본가                                |               |
| No.28       | 야스모리 토쿠지로   | 야스모리 일족 분가 야스모리 목공소                | 10/13         |
| No.29       | 야스모리 세츠코     | 야스모리 일복 분가                                | 10/5          |
| No.30       | 야스모리 미키야스   | 오자키와 무로이의 소꼽친구                        | 9/10          |
| No.31       | 야스모리 나오       | 야스모리 미키야스의 아내                          | 8/27○         |
| No.32       | 야스모리 스스무     | 야스모리 미키야스와 나오의 아들                   | 9/7           |
| No.33       | 야스모리 기이치     | 야스모리 일족                                     | 8/17          |
| No.34       | 고토다 후키         | 고토다 슈지의 어머니                              | 8/21          |
| No.35       | 츠루미              | 원주승                                            | 10/20○        |
| No.36       | 이케베              | 원주승                                            |               |
| No.37       | 타도코로 미츠오     | 절 잡무 담당                                      |               |
| No.38       | 이시다              | 관청 보건계                                       | 실종          |
| No.39       | 무토 토오루(18)     | 무토의 장남. 유우키 나츠노의 친구                 | 9/17○         |
| No.40       | 무토 타모츠(17)     | 무토의 차남                                       |               |
| No.41       | 무라사코 마사오(17) | 무토 타모츠와 동급생                              | 9/21○         |
| No.42       | 하시구치 야스요     | 오자키 의원의 간호사                              |               |
| No.43       | 무라사코 무네히데   | 소토바 지구 자치회 임원, 무라사코 마사오의 아버지 |               |
| No.44       | 타시로              | 타시로 서점 주인                                  |               |
| No.45       | 하세가와            | 카페 크레올의 주인                                |               |
| No.46       | 무토 아오이(17)     | 무토의 장녀                                       |               |
| No.47       | 무토 시즈코         | 무토의 아내                                       |               |
| No.48       | 코이데 아즈사       | 유우키 나츠노의 어머니                            | 실종          |
| No.49       | 시모야마            | 오자키 의원의 뢴트겐 기사                         |               |
| No.50       | 토와다              | 오자키 의원의 사무원                              | 10/5 사직     |
| No.51       | 이사키 사토코       | 오자키 의원의 간호사                              | 사직          |
| No.52       | 시오미 유키         | 오자키 의원의 간호사                              | 행방불명      |
| No.53       | 나가타 키요미       | 오자키 의원의 간호사                              | 행방불명      |
| No.54       | 시미즈 마사지       | 시미즈 원예점 경영                                |               |
| No.55       | 코이케 마사하루     | 나카(中)소토바 상조회 임원                        |               |
| No.56       | 마츠무라 야스조     | 오오카와 주류점 종업원                            |               |
| No.57       | 오오카와 카즈코     | 오오카와 토미오의 아내                            |               |
| No.58       | 무라사코 무네타카   | 무라사코 가의 장남                                |               |
| No.59       | 무라사코 히로미     | 무라사코 무네타카와 치즈코의 아들. 초등학교 3학년 | 9/19          |
| No.60       | 무라사코 치즈코     | 무라사코 무네타카의 아내                          |               |
| No.61       | 무라사코 치카       | 무라사코 무네타카와 치즈코의 딸. 초등학교 2학년   |               |
| No.62       | 카토 요시히데       |                                                   | 9/22          |
| No.63       | 이토 이쿠미         | 자칭 영능력자                                     | 현재 행방불명 |
| No.64       | 타카노 후지요       | 전 오자키 의원의 파트타이머                       |               |
| No.65       | 무로이 미와코       | 무로이 세이신의 어머니                            |               |
| No.66       | 무로이 신메이       | 무로이 세이신의 아버지                            | ○             |
| No.67       | 다나카 요시카즈     | 다나카 카오리의 아버지                            | ○             |
| No.68       | 오자키 타카에       | 오자키 도시오의 어머니                            |               |
| No.69       | 오자키 쿄코         | 오자키 도시오의 아내                              | 10/10○        |
| No.70       | 쿠니히로 미도리     | 쿠니히로리츠코의 여동생                           |               |
| No.71       | 히로사와            | 소토바 중학교 영어교사                            |               |
| No.72       | 이토 타마에         | 이토 이쿠미의 딸                                  |               |

### 원작과 다른점·만화 독자적인 설정

#### 세계관·이야기 내용
- 원작에서 비교적 다른사람에게 영향력이 강했던 유우키 나츠노, 오자키 도시오, 무로이 시이신을 주인공으로 하였으며, 각 에피소드에서 주축이 되던 사람의 이름을 사용하여〈○○편 제※화 〉라는 타이틀을 붙였다. 또한 화수에 들어가는 숫자가 죽음을 연상시키는 한자의 취음자로 표현하였다.
- 원작에서는 표현되지 않은 내용, 묘사되어 있지 않은 내용이 다수 추가되었다.
- 원작대로 사건이 일어나는 것이 아니라, 날짜와 순서의 차이가 있다.
- 〈무시오쿠리〉가 묘사되어 있지 않다.
- 시대는 199X년으로 표기되어 있으나 극중 달력이나 날짜로 보아 원작과 동일한 1994년이다.

#### 인물설정
- 《봉신연의》와 마찬가지로 시대배경을 무시한(현대에 가까운 설정으로서) 펑크 패션 및 고딕 로리타를 입고 있는 캐릭터가 있다.
- 원작의 오자키 도시오는 부주의한 말실수가 많은 인물이지만, 만화판에서는 그 설정이 빠져있다.
- 만화판의 타츠미는 평소에도 개성적인 인물로서 묘사되고 있다. 또한 말버릇이 "야!"이다.
- 만화판의 키리시키 일가는 외국 귀족과 같은 풍모를 지닌 것으로 묘사되었다.
- 만화판에서는 비슷한 연령의 소꼽친구로 설정되어 있어서인지, 무토 토오루의 나이가 18세로 설정되어 있다. 참고로 여동생인 아오이와 남동생 타모츠의 나이는 17세로 설정되어 있다.
- 마츠오 시즈카가 특수한 일본인형으로 복화술을 사용하여 대화한다.(평범하게도 말할 수 있다.) 또한 첫 등장에서부터 유치원 교복을 입고 등장한다.
- 만화판에서는 인간관계 묘사가 강조되었다.

- 무토 토오루가 쿠니히로 리츠코에게 명확한 호의를 갖고 있다.
- 무토 토오루와 유우키 나츠노의 관계는 친구(또래의 소꼽친구)인 것을 강조하고 있으며, 두 사람의 교우관계를 그린 회상신이 추가되었다.
- 키리시키 스나코가 무로이 세이신의 처지를 동정하는 신이 있다.
- 오자키 쿄코와 오자키 타카에의 고부갈등이 원작보다 더 강하게 묘사되어 있으며 마주치기만 해도 이를 갈 정도로 철천지 원수로 되어 있다.
- 야스모리 세츠코와 야스모리 나오의 관계가 유사적인 친자(모녀)처럼 묘사되었다.

- 만화판의 쿠라하시 요시에는 젊은 여성으로 그려져 있으며 원작과 나이설정이 다르다.
- 다나카 카오리의 애완견·러브는 잡종견에 털이 짧고, 쿠니히로 리츠코의 애완견·타로는 검은 강아지처럼 묘사되었다.
- 만화판에서는 무라사코 마사오는 부활한 뒤 바로 사람을 덮치지 않고 컵에 담긴 피를 마시고 있다. 그 뒤에도 별로 사람을 덮치지 않는다.

#### 시귀의 특성
- 원작에서 시귀는 아랫니에 송곳니가 난 것에 비해 만화판에서는 윗니에 나있다.
- 혈액이외에 수분(알콜음료)을 섭취할 수 있다. 만복감을 느낄 수는 없지만, 토하지도 않고, 취하지도 않는다.

## TV 애니메이션
2010년 7월부터 후지테레비, BS후지 노이타미나 외에 칸사이테레비, 토카이테레비에서 방영예정. 총 22화.

### 캐스트
- 유우키 나츠노 : 우치야마 코우키
- 오자키 도시오 : 오오카와 토오루
- 무로이 세이신 : 오키츠 카즈유키
- 시미즈 메구미 : 토마츠 하루카
- 키리시키 스나코 : 유우키 아오이
- 타츠미 : 타카기 와타루
- 키리시키 세이시로 : GACKT
- 무토 토오루 : 오카모토 노부히코
- 무라사코 마사오 : 타카하시 신야
- 다나카 카오리 : 나가시마 하루카
- 다나카 아키라 : 카와카미 케이코

## 서적

### 소설
- 시귀 1 ISBN 89-7527-134-X
- 시귀 2 ISBN 89-7527-136-6
- 시귀 3 ISBN 89-7527-136-6

### 단행본
- 시귀 1 ISBN 978-89-258-3326-2
- 시귀 2 ISBN 978-89-258-3428-3
- 시귀 3 ISBN 978-89-258-3512-9
- 시귀 4 ISBN 978-89-258-3605-8
- 시귀 5 ISBN 978-89-258-3722-2